# Fearless (album de Jazmine Sullivan)
Pour les articles homonymes, voir Fearless.
Albums de Jazmine Sullivan
Love Me Back
(2010)
Singles
1. Need U Bad
Sortie : 13 mai 2008
2. Bust Your Windows
Sortie : 16 septembre 2008
3. Lions, Tigers & Bears
Sortie : 16 décembre 2008
4. Dream Big
Sortie : 14 avril 2009

Fearless est le premier album studio de Jazmine Sullivan, sorti le 23 septembre 2008.

## Liste des titres
| No  | Titre                                                                   | Auteur | Contient un (des) sample(s) de                                                                          | Durée |
| --- | ----------------------------------------------------------------------- | --- | --- | ----- |
| 1.  | Bust Your Windows (Produit par Salaam Remi)                             | Jazmine Sullivan, Remi | Crank That (Soulja Boy) de Soulja Boy Bad Man Waltz de Salaam Remi                                      | 4:26  |
| 2.  | Need U Bad (Produit par Missy Elliott et Cainon Lamb)                   | Sullivan, Elliott, Lamb, Taurian Osbourne, Nicholas Taylor Stanton, David Sinclair                                                                                            | Queen of the Minstrel de Cornell Campbell                                                               | 4:17  |
| 3.  | My Foolish Heart (Produit par Carvin & Ivan)                            | Sullivan, Carvin Haggins, Ivan Barias, Edward Brigati, Felix Cavaliere | Groovin' de Willie Mitchell                                                                             | 3:39  |
| 4.  | Lions, Tigers & Bears (Produit par Salaam Remi)                         | Sullivan, Remi | Shila's Playground de Salaam Remi Lions and Tigers and Bears, Oh My! (extrait du film Le Magicien d'Oz) | 4:11  |
| 5.  | Call Me Guilty (Produit par Salaam Remi)                                | Sullivan, Remi | Police Theme de Salaam Remi                                                                             | 3:25  |
| 6.  | One Night Stand (Produit par Fisticuffs)                                | Sullivan, Iman Jordan, Brian Warfield, Mac Robinson | | 3:33  |
| 7.  | After the Hurricane (Produit par Stargate)                              | Sullivan, Mikkel S. Eriksen, Tor Erik Hermansen | | 3:58  |
| 8.  | Dream Big (Produit par Missy Elliott et Cainon Lamb)                    | Sullivan, Elliott, Lamb, Osbourne, Guy-Manuel de Homem-Christo, Thomas Bangalter                                                                                              | Veridis Quo de Daft Punk                                                                                | 4:11  |
| 9.  | Live a Lie (Produit par Salaam Remi)                                    | Sullivan, Remi | The Truth de Salaam Remi Humpty Dump des Vibrettes                                                      | 3:16  |
| 10. | Fear (Produit par Dirty Harry)                                          | Sullivan, Anne Dudley, Gary Langan, George M. Harry, Henry Cosby, David Pierre, Johnathon J. Jeczalik, Lula Mae Hardaway, Paul Morley, Stevie Wonder, Sylvia Moy, Trevor Horn | I Was Made to Love Her de Stevie Wonder Beat Box (Diversion One) d'Art of Noise                         | 3:54  |
| 11. | In Love with Another Man (Produit par Jazmine Sullivan et Anthony Bell) | Sullivan, Bell | | 4:24  |
| 12. | Switch! (Produit par Jack Splash)                                       | Sullivan, Jack Splash, Ivy Hunter, William « Mickey » Stevenson | Your Cheating Ways des Marvelettes                                                                      | 3:02  |

| 13. | Need U Bad (Remix) (featuring T.I. – Produit par Missy Elliott et Cainon Lamb) | Sullivan, Elliott, Lamb, Osbourne, Stanton, Sinclair           | 4:25 |
| 14. | Dream Big (StoneBridge Club Remix) (Produit par Missy Elliott et Cainon Lamb)  | Sullivan, Elliott, Lamb, Osbourne, de Homem-Christo, Bangalter | 6:48 |

## Classement des ventes
| Classement             | Meilleure position | Ventes   |
| ---------------------- | ------------------ | -------- |
| Billboard 200          | 6                  | 447 700+ |
| Top R&B/Hip-Hop Albums | 1                  | 447 700+ |